# Bellegarde-en-Forez
Bellegarde-en-Forez é uma comuna francesa na região administrativa da Auvérnia-Ródano-Alpes, no departamento do Loire. Estende-se por uma área de 18.91 km². Em 2010 a comuna tinha 2 048 habitantes (densidade: 108,3 hab./km²).